# Pilsener

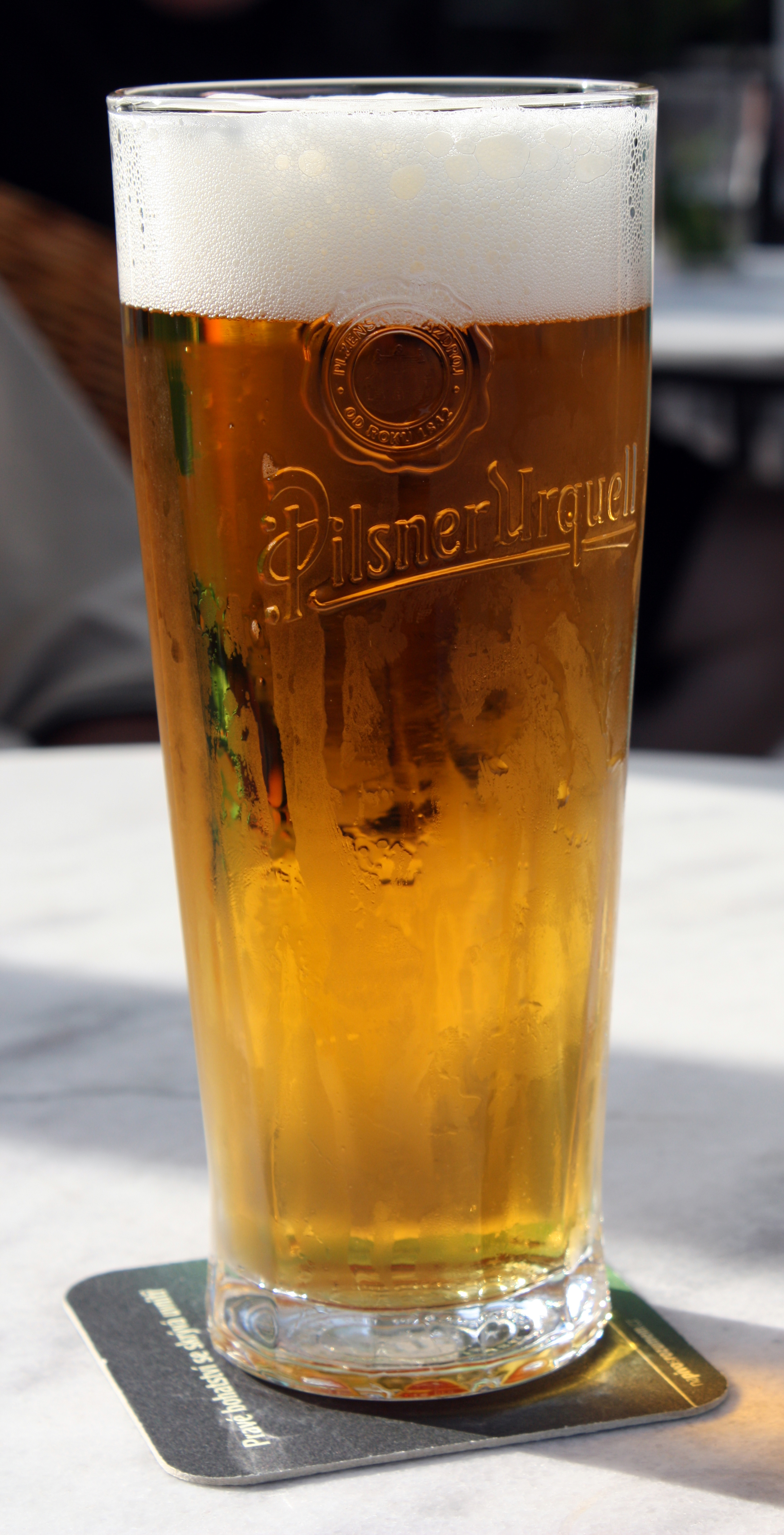
Boccali di birra Pilsener

Pilsener o pilsner, talvolta abbreviata in pils, è uno stile di birra, sviluppata nella città di Plzeň (Pilsen in lingua tedesca), nella regione della Boemia in Repubblica Ceca. Si distingue dalle altre lager per il ruolo marcato del luppolo, in particolare per l'uso del rinomato luppolo Saaz (Žatec), dall'omonima città della Boemia occidentale.

## L'origine
Fino dagli anni quaranta del XIX secolo, i birrai della Baviera avevano già iniziato a sperimentare la produzione di lager in ambienti freschi utilizzando il lievito a bassa fermentazione che migliorava la limpidezza, il sapore e la conservabilità della birra.
Il birrificio Mestansky Pivovar reclutò il birraio bavarese Josef Groll (1813-1887), il quale, utilizzando le nuove tecniche e i malti chiari resisi da poco disponibili, creò il primo lotto della moderna pilsener il 5 ottobre 1842. La combinazione del colore pallido (dovuto ai nuovi malti così come all'acqua particolarmente dolce di Plzeň), del rinomato luppolo di Žatec e dello stile lager bavarese produsse una birra chiara, dorata, che "faceva colpo".
Il miglioramento dei sistemi di trasporto e comunicazione significarono per questa nuova birra la rapida disponibilità in tutta l'Europa centrale, dove il suo stile venne rapidamente imitato.
La mancanza di brevetto sull'aggettivo "Pilsener" (di Pilsen) consentì di impiegare quella definizione a tutte le case di produzione di birra che ricorrevano all'originario metodo di fabbricazione di Josef Groll. L'originale birra Pilsener fu quindi costretta ad aggiungere "Urquell" ("sorgente, fonte prima") e a proteggerne stavolta il marchio, al fine di sottolineare la primogenitura del metodo di fabbricazione.

## Le Pilsener moderne
L'invenzione dei moderni sistemi di refrigerazione ad opera di Carl von Linde eliminarono il bisogno di luoghi freschi ove immagazzinare la birra, tuttavia ancora oggi il birrificio della Pilsner Urquell continua a fermentare la propria birra utilizzando botti aperte nelle cantine al di sotto dello stabilimento. Inoltre rivendica che la Urquell sia la "prima birra dorata al mondo".
Una moderna pilsener possiede un colore molto tenue, chiaro, che varia dal giallo pallido al dorato, e un aroma intenso di luppolo. Le pilsener ceche tendono ad avere un sapore delicato, mentre quelle tedesche possono essere più amare o persino avere "note terrose".
Un elenco di pilsener celebri:
- Beck's
- Berliner Pilsner
- Bintang
- Budweiser Budvar (conosciuta anche come Czechvar)
- Dos Equis Special Lager
- Forst V.I.P. Pils
- Carlsberg
- Ceres Top
- Dinkelacker CD-Pils
- Fucking Hell
- Grolsch
- Heineken
- Holsten
- Kokanee
- König Pilsener
- Krombacher
- Labatt Blue
- Nastro Azzurro
- Pedavena
- Perlenbacher
- Pilsner Urquell (la capostipite)
- Radeberger Pilsner
- Steam Whistle
- Stella Artois
- Union
- Utica Club
- Veltins
- Warsteiner
- Zywiec